# Seth Barnes Nicholson

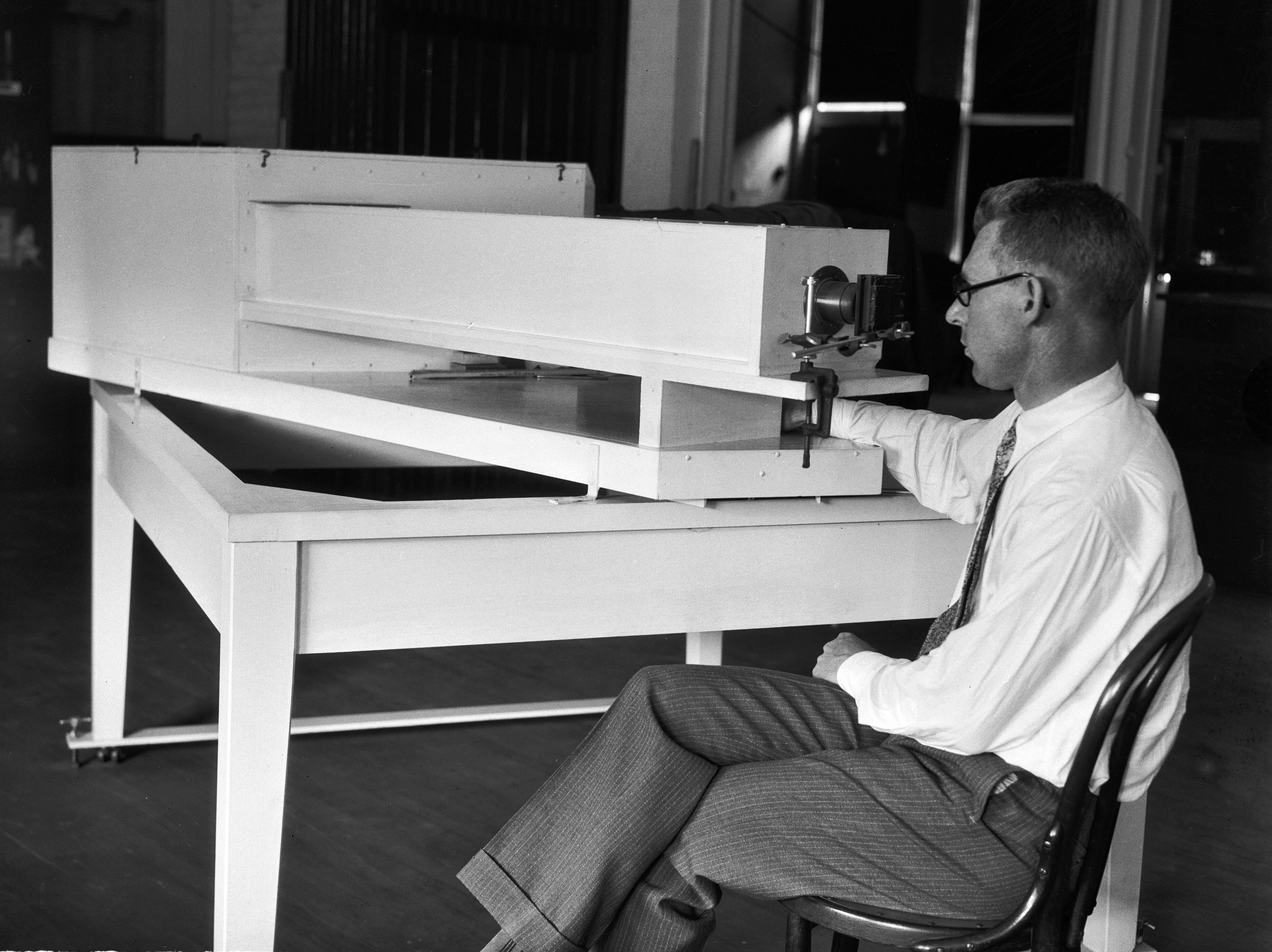
Seth B. Nicholson zit voor zijn spectroscope

Seth Barnes Nicholson (Springfield (Illinois), 12 november 1891 - Los Angeles (Californië), 2 juli 1963) was een Amerikaans astronoom.
Nicholson werd geboren in Springfield, Illinois en studeerde daar aan de Drake University.
In 1914 ontdekte hij, tijdens een van zijn observaties van Pasiphae, een maan van Jupiter, in het observatorium van de University of California, de maan Sinope, wiens omloopbaan hij gebruikte als onderwerp voor zijn Ph.D. thesis in 1915.
In het Mount Wilson-observatorium ontdekte hij de manen Lysithea en Carme in 1938 en Ananke in 1951, alle drie manen van Jupiter, hij ontdekte ook de Trojaanse planetoïde 1647 Menelaus en berekende tevens omloopbanen van verschillende kometen en die van Pluto.
Tot in 1975 stonden de manen Sinope, Lysithea, Carme en Ananke bekend als 'Jupiter IX-X-XI en XII'. Nicholson zelf weigerde voorstellen te doen in verband met de benamingen.
In Mt. Wilson was het bestuderen van activiteiten van de Zon zijn hoofdopdracht. Decennialang maakte hij jaarlijkse rapporten over activiteiten van zonnevlekken. Hij maakte ook een aantal eclips onderzoeken om de helderheid en temperatuur van de corona te meten.
Van 1943 tot 1955 was hij redacteur van de Publications of the Astronomical Society of the Pacific en hij was tweemaal president van deze Society.
In 1963 kreeg hij de Bruce medaille. Korte tijd later overleed hij in Los Angeles.
De planetoïde 1831 Nicholson, de Nicholson krater op onze maan en een krater op Mars zijn naar hem vernoemd.